# Star Wars Episódio II: Ataque dos Clones (trilha sonora)
A trilha sonora de Star Wars: Episódio II - O Ataque dos Clones foi lançada pela Sony Classical em 23 de abril de 2002. A música foi composta e conduzida por John Williams, e executada pela Orquestra Sinfônica de Londres e London Voices. Shawn Murphy gravou e mixou a trilha. Peter Myles e Kenneth Wannberg serviu como editores de música. O próprio Williams produziu as sessões de gravação.
Quatro capas diferentes foram lançadas com Anakin e Padmé, Jango Fett, Yoda, e o cartaz teatral. Por um tempo limitado, o CD veio com um CD-ROM bônu com um protetor de tela para PC e um total de quatro capas alternativas (cada um vendida separadamente). Uma edição exclusiva contou com a faixa bônus "On the Conveyor Belt".

## Lista de faixas
| N.º | Título                                                    | Duração |  |
| 1.  | "Star Wars Main Title and Ambush on Coruscant"            | 3:46    |  |
| 2.  | "Across the Stars (Love Theme from Attack of the Clones)" | 5:33    |  |
| 3.  | "Zam the Assassin and the Chase Through Coruscant"        | 11:07   |  |
| 4.  | "Yoda and the Younglings"                                 | 3:55    |  |
| 5.  | "Departing Coruscant"                                     | 1:44    |  |
| 6.  | "Anakin and Padmé"                                        | 3:57    |  |
| 7.  | "Jango's Escape"                                          | 3:48    |  |
| 8.  | "The Meadow Picnic"                                       | 4:14    |  |
| 9.  | "Bounty Hunter's Pursuit"                                 | 3:23    |  |
| 10. | "Return to Tatooine"                                      | 6:57    |  |
| 11. | "The Tusken Camp and the Homestead"                       | 5:54    |  |
| 12. | "Love Pledge and the Arena"                               | 8:29    |  |
| 13. | "Confrontation with Count Dooku and Finale"               | 10:45   |  |
| 14. | "On the Conveyor Belt" (Target exclusive bonus track)     | 3:02    |  |

## Gravação
| Críticas profissionais | Críticas profissionais |
| Avaliações da crítica  | Avaliações da crítica  |
| Fonte                  | Avaliação              |
| ---------------------- | ---------------------- |
| AllMusic               | 3 de 5 estrelas.       |
| Empire                 | 5 de 5 estrelas.       |
| Film Score Reviews     | 4 de 5 estrelas.       |
| Filmtracks             | 5 de 5 estrelas.       |
| Movie Wave             | 5 de 5 estrelas.       |
| Score Sounds           | 9 de 10 estrelas.      |
| SoundtrackNet          | 3.5 de 5 estrelas.     |
| Tracksounds            | 8 de 10 estrelas.      |

Certos gravações utilizados no filme contêm inserções e reutilizações. Tanto as gravações da introdução e créditos finais foram retirados de A Ameaça Fantasma.
Devido à edição no filme, vários efeitos foram utilizados para auxiliar nas transições. Vários momentos usa um som de carrilhão, como a transição dos momentos de Obi-Wan em Kamino para as cenas de Anakin /Padmé em Naboo.
Uma vez que a Batalha de Geonosis começa, a edição torna-se extensiva, puxando tanto A Ameaça Fantasma e Ataque dos Clones, utilizando todas as formas de edição e completando transições com rolos tímpanos. Isto foi originalmente planejado por John Williams e George Lucas.

### Lista de gravação
* 1M1 Main Title (gravação de Ameaça Fantasma)
* 1M2 The Arrival at Coruscant (24 de janeiro de, 2002)
* 1M3 Thwarted Attempt (18 de janeiro de 2002)
* 1M4 The Meeting of Anakin and Padme (19 de janeiro de 2002)
* 1M5 She Hardly Recognized Me (20 de janeiro de, 2002)
* 1M6 Zam's Dirty Trick (24 de janeiro de 2002)
* 1M7A Zam's Chase Pt. 1 (19 de janeiro de 2002)
* 1M7B Zam in Pursuit (23 de janeiro de 2002)
* 2M1 Zam is Eliminated (24 de janeiro de, 2002)
* 2M2 Palpatine's Plotting (24 de janeiro de 2002)
* 2M3 Departure (19 de janeiro de 2002)
* 2M5 The Library Scene (21 de janeiro de 2002)
* 2M6 Lunch and the Younglings (20 de janeiro de 2002)
* 2M7 Approaching Naboo Palace (19 de janeiro de 2002)
* 3M1 Finding Kamino (21 de janeiro de 2002)
* 3M1 Insert [Untitled] (23 de janeiro de 2002)
* 3M2 Visiting the Prime Minister (18 de janeiro de 2002)
* 3M3 The First Kiss (18 de janeiro de 2002)
* 3M4 Interior Tipoca City (21 de janeiro de 2002)
* 3M5 The Meadow Scene (não gravada)
* 3M5 R The Meadow Scene (23 de janeiro de 2002)
* 3M6 The Meeting With Fett (26 de janeiro de 2002)
* 3M7 The Dinner Scene (18 de janeiro de 2002)
* 3M8 Rainy Ramp and Anakin's Nightmare (26 de janeiro de 2002)
* 3M9 [Untitled] (não gravado)
* 4M1 The Jango Fett Fight (23 de janeiro de 2002)
* 4M2 Watto Describes Mothers Fate 19 de janeiro de 2002)
* 4M3 The Spare Canister Caper (24 de janeiro de 2002)
* 4M4 The Arrival at Tatooine (29 de janeiro de 2002)
* 4M5 Obi-Wan Eavesdropping (26 de janeiro de 2002)
* 4M6 Rescuing Mother (21 de janeiro de 2002)
* 4M7 Exacting Revenge (21 de janeiro de 2002)
* 5M1A Carrying Mother Home (20 de janeiro de 2002)
* 5M1B Anakin Changes (20 de janeiro de 2002)
* 5M2 Smee's Funeral (26 de janeiro de 2002)
* 5M3 The Commerce Guild Prepares For War (21 de janeiro de 2002)
* 5M4 [Untitled] (não gravada)
* 5M5 Finding the Conveyor Belt (21 de janeiro de 2002)
* 5M6 The Conveyor Belt (19 de janeiro de 2002)
* 5M6 Insert (24 de janeiro de 2002)
* 5M7 The Senate Scene (24 de janeiro de 2002)
* 6M1 Love Pledge (19 de janeiro de 2002)
* 6M2 Entrance of the Monsters (21 de janeiro de 2002)
* 6M2 Sweetner (21 de janeiro de 2002)
* 6M3 [Untitled] (não gravada)
* 6M4 [Untitled] (não gravada)
* 6M5 Padme Falls (18 de janeiro de 2002)
* 6M5 Insert (24 de janeiro de 2002)
* 7M1 Dooku vs. Obi-Wan 26 de janeiro de 2002)
* 7M2 Yoda Strikes Back (20 de janeiro de 2002)
* 7M3 Finale (20 de janeiro de 2002)
* 7M3 Insert (24 de janeiro de 2002)
* End Credits (18 de janeiro de 2002)
* EC "Updated Gelb Version" (23 de janeiro de 2002)
* End Credits - CD Version (Não gravada)
* End Credits - Gelb Version (Não gravada)